# Arctornis flavicostatum
Arctornis flavicostatum är en fjärilsart som beskrevs av Matsumura 1927. Arctornis flavicostatum ingår i släktet Arctornis och familjen tofsspinnare. Inga underarter finns listade i Catalogue of Life.